# Calendrier de la Terre du Milieu
 (décembre 2009).
Si vous disposez d'ouvrages ou d'articles de référence ou si vous connaissez des sites web de qualité traitant du thème abordé ici, merci de compléter l'article en donnant les références utiles à sa vérifiabilité et en les liant à la section « Notes et références ».
Le Calendrier de la Terre du Milieu décrit les différents systèmes utilisés pour garder la trace du temps dans le monde de fiction de la Terre du Milieu décrit par J. R. R. Tolkien notamment dans son roman Le Seigneur des anneaux. Son monde étant calqué sur notre propre monde, la structure de base du calendrier est sensiblement la même que la nôtre.

## Calendrier des Elfes
Les Elfes, avec leur longévité, utilisent comme base une période de 144 années appelée yén en quenya. Cette période est divisée en 8 766 semaines de six jours appelées enquier, chaque jour (ré) débutant au coucher du soleil. Ils utilisent également l’année solaire, appelée coranar (litt. « tour de soleil ») ou loa. L’année solaire débute à l’équinoxe de printemps et est divisée en six saisons.
| Nom quenya | Nom sindarin | Traduction     | Durée    |
| ---------- | ------------ | -------------- | -------- |
| tuilë      | ethuil       | « printemps »  | 54 jours |
| lairë      | laer         | « été »        | 72 jours |
| yávië      | iavas        | « automne »    | 54 jours |
| quellë     | firith       | « étiolement » | 54 jours |
| hrívë      | rhîw         | « hiver »      | 72 jours |
| coirë      | echuir       | « reverdie »   | 54 jours |

Cinq jours supplémentaires (deux entre coirë et tuilë et trois entre yávië et hrívë[Quoi ?]) sont ajoutés pour obtenir le total de 365 jours. Pour remédier aux imprécisions minimes, trois jours supplémentaires sont ajoutés tous les douze ans, excepté lors de la dernière année d’un yén.
| Nom quenya        | Nom sindarin      | Dédié           |
| ----------------- | ----------------- | --------------- |
| Elenya            | Orgilion          | aux Étoiles     |
| Anarya            | Oranor            | au Soleil       |
| Isilya            | Orithil           | à la Lune       |
| Aldúya            | Orgaladhad        | aux Deux Arbres |
| Menelya           | Ormenel           | aux Cieux       |
| Valanya ou Tárion | Orbelain ou Rodyn | aux Valar       |

## Calendrier des Hommes
Le calendrier adopté par les hommes de la Terre du Milieu est d'origine númenóréenne, inspiré par celui des Eldar. Il est très proche du calendrier grégorien, avec une semaine de sept jours et une année de 365 jours divisée en douze mois ou astar (dix mois de 30 jours et 2 mois de 31 jours) qui commence au milieu de l’hiver. Ce calendrier garde la notion elfique des deux jours ajoutés entre la fin d’une année et le début de la suivante, d’un jour supplémentaire au milieu de l’année et introduit la notion d’année bissextile avec un jour supplémentaire. Aux Second et Troisième Âges, les années sont décomptées à partir du début de l’Âge.
| Nom quenya | Nom sindarin | Durée    |
| ---------- | ------------ | -------- |
| Narvinyë   | Narwain      | 30 jours |
| Nénimë     | Nínui        | 30 jours |
| Súlimë     | Gwaeron      | 30 jours |
| Viressë    | Gwirith      | 30 jours |
| Lótessë    | Lothron      | 30 jours |
| Nárië      | Nórui        | 31 jours |
| Cermië     | Cerveth      | 31 jours |
| Úrimë      | Úrui         | 30 jours |
| Yavannië   | Ivanneth     | 30 jours |
| Narquelië  | Narbeleth    | 30 jours |
| Hísimë     | Hithui       | 30 jours |
| Ringarë    | Girithron    | 30 jours |

| Nom quenya        | Nom sindarin      | Dédié à       |
| ----------------- | ----------------- | ------------- |
| Elenya            | Orgilion          | les Étoiles   |
| Anarya            | Oranor            | le Soleil     |
| Isilya            | Orithil           | la Lune       |
| Aldëa             | Orgaladh          | l'Arbre blanc |
| Menelya           | Ormenel           | les Cieux     |
| Eärenya           | Oraearon          | la Mer        |
| Valanya ou Tárion | Orbelain ou Rodyn | les Valar     |

En l'année 2060 du Troisième Âge, Mardil Voronwë procède à une refonte complète du calendrier qui prend le nom de décompte de l'Intendant. Dans cette version, tous les mois (rethe) ont 30 jours avec deux jours additionnels aux équinoxes (tuilérë et yáviérë), un au milieu de l’été et deux au milieu de l’hiver (yestarë et mettarë) qui sont des jours de vacances.
En l'année 3019 du Troisième Âge, le royaume adopte un nouveau calendrier dont l’année débute à l’équinoxe de printemps, comme le calendrier elfique.

## Calendrier des Nains: le Jour de Durin
Le Jour de Durin est un événement rare fêté par les Nains. Le premier jour de l'année naine est le jour du début du dernier cycle de la lune, à la dernière nouvelle lune d'automne. Quand, en ce jour, le soleil et la lune sont tous deux visibles dans le ciel, c'est le Jour de Durin. Chaque cycle lunaire dure environ 29,5 jours. Si l'automne commençait à l'équinoxe et se terminait au solstice, le premier jour de la dernière nouvelle lune pourrait se situer n'importe quel jour du mois précédant le solstice d'hiver.
Cependant, les marqueurs de saisons dans l'œuvre de Tolkien (solstices, équinoxes) ne marquent pas le début mais le milieu de la saison. L'automne dure donc de la date à mi-chemin du solstice d'été et de l'équinoxe d'automne, pour se terminer à mi-chemin de l'équinoxe et du solstice d'hiver (soit vers le 6 novembre). Le jour de l'an nain (et le cas échéant le jour de Durin) tombe la veille de la nouvelle lune, quand celle-ci se couche juste avant le soleil.
Dans Bilbo le Hobbit, les inscriptions sur la carte que Gandalf a reçu de Thráin II font mention du jour de Durin. Il est dit qu'en ce jour, le dernier rayon de lumière, à la tombée de la nuit, révélerait l'entrée secrète de la Montagne Solitaire.

## Calendrier des Hobbits
Le Calendrier de la Comté est le calendrier utilisé par les Hobbits dans l'œuvre de Tolkien. Il est différent de celui des Elfes ou des Nains, mais se rapproche de celui des Hommes. Son utilisation dans la Terre du Milieu prouve une bonne connaissance de la Comté et de ses habitants.
Il est fortement basé sur le calendrier germanique. L'an 1 du calendrier correspond à l'installation des hobbits de Bree, Marcho et Blanco, et la fondation de la Comté, soit l'an 1601 du Troisième Âge. Par conséquent, la conversion entre les dates du Troisième Âge et celles de la Comté est très simple, car il suffit d'ajouter ou de retrancher 1600. La fin du Troisième Âge a lieu en l'an 1421 du calendrier de la Comté. Une année dure 365 jours, 5 heures 48 minutes et 46 secondes, comme les années du calendrier grégorien. L'année se divise en 12 mois de 30 jours, et 5 ou 6 jours sont rajoutés tous les ans pour atteindre le compte. Les mois suivent le cycle lunaire.
En ce qui concerne le nom des mois, Tolkien utilise des noms dérivés du vieil anglais. Ces noms pourraient être ceux utilisés de nos jours si le latin n'avait pas été choisi pour dénommer les mois.
| Numéro du mois | Nom            | Correspondance approximative avec le calendrier grégorien |
| -------------- | -------------- | --------------------------------------------------------- |
|                | 2 Yule         | Le 22 décembre                                            |
| 1              | Afteryule      | Du 23 décembre au 21 janvier                              |
| 2              | Solmath        | Du 22 janvier au 20 février                               |
| 3              | Rethe          | Du 21 février au 22 mars                                  |
| 4              | Astron         | Du 23 mars au 21 avril                                    |
| 5              | Thrimidge      | Du 22 avril au 21 mai                                     |
| 6              | Forelithe      | Du 22 mai au 20 juin                                      |
|                | 1 Lithe        | Le 21 juin                                                |
|                | Mid-year's Day | Le 22 juin                                                |
|                | Overlithe      | Jour supplémentaire les années bissextiles                |
|                | 2 Lithe        | Le 23 juin                                                |
| 7              | Afterlithe     | Du 24 juin au 23 juillet                                  |
| 8              | Wedmath        | Du 24 juillet au 22 août                                  |
| 9              | Halimath       | Du 23 août au 21 septembre                                |
| 10             | Winterfilth    | Du 22 septembre au 21 octobre                             |
| 11             | Blotmath       | Du 22 octobre au 20 novembre                              |
| 12             | Foreyule       | Du 21 novembre au 20 décembre                             |
|                | 1 Yule         | Le 21 décembre                                            |

Note : Les noms des mois et des jours sont directement copiés de l'anglais. Ils sont plus ou moins compréhensibles par les anglophones. Par exemple le vieux mot Yule est encore utilisé dans l'expressionYule Log (Bûche de Noël). Fore- signifie avant et After- signifie après. De même Mid-Year's day signifie littéralement Jour de la mi-année. Lithe signifie souple ou agile.
Les jours de Yule marquent la fin d'une année et le début d'une nouvelle. Le 2 Yule est donc le premier jour de l'année. Les jours de Lithe sont les trois jours au mitan de l'année. Lors des années bissextiles (tous les quatre ans sauf les années de siècles), un jour est rajouté entre le deuxième et le troisième jour de Lithe, et est appelé Overlithe. Tous ces jours sont placés en dehors des mois, et sont généralement des jours fériés et des jours de fête. Le Mid-year's Day est censé correspondre au solstice d'été, et Tolkien le décrit comme étant antérieur de dix jours au jour du milieu de notre année. Depuis, à la suite d'un léger décalage de la date du solstice, on retrouve aujourd'hui un décalage de onze jours, et non plus dix.
La semaine est divisée en sept jours, ressemblant beaucoup aux jours anglophones. Le premier est appelé Sterday et le dernier Highday. Le Mid-year's day et, le cas échéant, Overlithe, n'ont pas de jours attribués. Par conséquent, contrairement à notre calendrier, les jours de la semaine ne sont pas décalés d'une année sur l'autre.
| Jour      | Signification              | Correspondance avec le calendrier grégorien |
| --------- | -------------------------- | ------------------------------------------- |
| Sterday   | Étoiles de Varda           | Samedi                                      |
| Sunday    | Le Soleil                  | Dimanche                                    |
| Monday    | La Lune                    | Lundi                                       |
| Trewsday  | Les deux arbres de Valinor | Mardi                                       |
| Hevensday | Le ciel                    | Mercredi                                    |
| Mersday   | La mer                     | Jeudi                                       |
| Highday   | Valar                      | Vendredi                                    |